# Zouhair Feddal
Zouhair Feddal (arab. زهير فضال, Zuhayr Faḍḍāl; ur. 23 grudnia 1989 w Tetuanie) – marokański piłkarz grający na pozycji środkowego obrońcy w Sportingu Lizbona.

## Kariera klubowa
Swoją karierę piłkarską Feddal rozpoczął w Hiszpanii. W sezonie 2008/2009 był zawodnikiem UE Vilajuïga grającego w Tercera División. W sezonie 2009/2010 najpierw grał w klubie CD Teruel, a następnie w Terrassie. W sezonie 2010/2011 występował w San Roque de Lepe, a w sezonie 2011/2012 był piłkarzem rezerw Espanyolu. W 2012 roku wrócił do Maroka i przez rok był piłkarzem FUS Rabat
Latem 2013 roku Feddal przeszedł do Parmy. Kilka dni później został wypożyczony do grającej w Serie B, Sieny. W Sienie zadebiutował 14 września 2013 w zremisowanym 2:2 wyjazdowym meczu z SS Juve Stabia.
18 sierpnia 2020 roku dołączył do drużyny Sportingu Lizbona, podpisując dwuletni kontrakt.
| Sezon   | Klub              | Kraj       | Rozgrywki          | Mecze | Bramki |
| ------- | ----------------- | ---------- | ------------------ | ----- | ------ |
| 2008/09 | UE Vilajuïga      | Hiszpania  | Tercera División   | 34    | 2      |
| 2009/10 | CD Teruel         | Hiszpania  | Tercera División   | 6     | 0      |
| 2009/10 | Terrassa FC       | Hiszpania  | Segunda División B | 12    | 0      |
| 2010/11 | San Roque de Lepe | Hiszpania  | Segunda División B | 22    | 0      |
| 2011/12 | RCD Espanyol B    | Hiszpania  | Tercera División   | 0     | 0      |
| 2012/13 | FUS Rabat         | Maroko     | Botola             | 17    | 1      |
| 2013/14 | FUS Rabat         | Maroko     | Botola             | 1     | 0      |
| 2013/14 | AC Siena          | Włochy     | Serie B            | 27    | 0      |
| 2014/15 | US Palermo        | Włochy     | Serie A            | 7     | 0      |
| 2015/16 | Levante UD        | Hiszpania  | Primera División   | 28    | 1      |
| 2016/17 | Deportivo Alavés  | Hiszpania  | Primera División   | 27    | 2      |
| 2017/18 | Real Betis        | Hiszpania  | Primera División   | 15    | 3      |
| 2018/19 | Real Betis        | Hiszpania  | Primera División   | 21    | 1      |
| 2019/20 | Real Betis        | Hiszpania  | Primera División   | 17    | 1      |
| 2020/21 | Sporting CP       | Portugalia | Primeira Liga      | 18    | 1      |

## Kariera reprezentacyjna
W 2012 roku Feddal wystąpił na Igrzyskach Olimpijskich w Londynie. W reprezentacji Maroka zadebiutował 14 listopada 2012 roku w przegranym 0:1 towarzyskim meczu z Togo, rozegranym w Casablance.